# سلام محمد عبد السلام
سلام محمد عبد السلام (بالبنغالية: সালাম মহম্মদ আবদুল সালাম)‏ هو سباح باكستاني وبنغلاديشي، ولد في 29 سبتمبر 1958.

## روابط خارجية
- سلام محمد عبد السلام على موقع الاتحاد الدولي للسباحة (الإنجليزية)
- سلام محمد عبد السلام على موقع أوليمبيديا (الإنجليزية)